# Tank Mark VIII
Le Heavy Tank Mark VIII également connu sous les noms de Liberty Tank, International Tank ou Anglo-American Tank, était un projet de char lourd étudié lors de la Première Guerre mondiale en Grande-Bretagne et aux États-Unis. 
Il fut produit aux États-Unis en 1919 et 1920.

## Histoire
Pendant la Première Guerre mondiale, les Alliés cherchent à coopérer pour produire un char lourd. L’idée est alors de produire les composants des moteurs aux États-Unis, le blindage et l’armement au Royaume-Uni et de faire l’assemblage du tout en France. Le développement commence en 1918 au Royaume-Uni et une coque vide fabriquée, par la North-British locomotive company limited, est envoyée en juillet aux États-Unis afin d’y installer le moteur et le train de roulement pour réaliser les premiers tests. Ces travaux ne sont toutefois pas encore terminés lorsque la guerre s’achève en novembre, mettant fin au projet.
Les Américains souhaitent toutefois poursuivre le développement et achètent au Royaume-Uni au début de l’année 1919 des pièces pour cent exemplaires, qui doivent être assemblés au Rock Island Arsenal. Pendant ce temps, le véhicule déjà reçu est testé à Savanna, les essais montrant que quelques modifications sont à effectuer. La production du Mark VIII commence à Rock Island le 1er juillet 1919, la chaîne de montage étant totalement opérationnelle à compter du 1er septembre. L’assemblage du centième et dernier véhicule s’achève le 22 mars 1920.
Dans les années après-guerre, la doctrine d’usage des blindés de l’US Army change toutefois en faveur de véhicules plus légers, rendant rapidement obsolète le Mark VIII. Il sert alors pour des tests de nouveaux équipements, comme la coupole de vision stroboscopique, ou à des expériences comme le transport sur son toit d’un char léger M1918A1. En 1932, les Mark VIII sont retirés du service actif et mis en réserve à Aberdeen. Le modèle est rayé de la liste des matériels de l’US Army le 5 mai 1936, quelques exemplaires étant par la suite cédés au Canada à des fins d’entraînement.

## Caractéristiques
Le Mark VIII américain est propulsé par un moteur d’avion Liberty de douze cylindres à refroidissement par eau, qui développe 338 hp à 1 400 t/m. Il est relié à une boîte de vitesses à trains épicycloïdaux, qui transmet à son tour l’énergie motrice aux barbotins par l’intermédiaire d’une chaîne. Le moteur est séparé du compartiment de l’équipage par une cloison coupe-feu et une autre sépare à son tour le moteur des trois réservoirs de 303 l chacun, qui se trouvent à l’extrémité arrière du véhicule.
Le blindage est constitué de plaques d’acier d’une épaisseur comprise entre 6 mm et 16 mm, rivetées à une structure porteuse. Deux canons QF 6 pounder 6 cwt Hotchkiss de 57 mm, disposés dans des casemates sur les flancs, constituent l’armement principal. Sept mitrailleuses Hotchkiss étaient initialement prévues en guise d’armement secondaire, mais les véhicules de production n’en retinrent que cinq, et utilisèrent une version de la mitrailleuse Browning M1919 spécialement adaptée pour les chars.
En temps normal, l’équipage était constitué de onze hommes : un commandant, un conducteur, un mécanicien, quatre mitrailleurs, deux canonniers et deux chargeurs. Il semble toutefois que dans quelques cas, le véhicule ait été utilisé avec seulement huit hommes, les deux chargeurs et un mitrailleur étant retirés.